# AutoCAD
AutoCAD е програма за двуизмерно и триизмерно компютърно проектиране и чертане. Разработва се и се продава от компанията Autodesk. Излиза за пръв път през декември 1982 г. Първоначалната идея била програмата да бъде по-евтина алтернатива на съществуващите по това време CAD приложения, като в същото време дава повече възможности за специфични разширения, разработвани от потребителите. AutoCAD е и една от първите CAD програми, работещи на персонален компютър.
Първите версии на AutoCAD използват примитиви (линии, полилинии, окръжности, дъги и текст) за конструиране на по-сложни обекти.
От средата на 90-те AutoCAD започва да поддържа потребителски обекти чрез С++ приложно-програмен интерфейс (API). Съвременните версии на AutoCAD включват системи за моделиране на плътни тела и инструменти за тримерно моделиране.
AutoCAD поддържа файловите формати DWG и DXF, а от последните си версии и форматите, предназначени основно за обмен на чертежи, DWF и DWFx. Софтуерът работи под операционната система Microsoft Windows.